# 川崎順平
川崎 順平（かわさき じゅんぺい、1982年12月4日- ）は、日本の漫画家。男性。愛知県豊川市出身。

## 来歴
1982年、愛知県豊川市に生まれる。
1999年、17歳の時に描いた「ジーザス・キャノン」で応募した『週刊ヤングマガジン』の月間新人漫画賞で入賞したことで担当編集者がつく。さらに大学に進学した2000年に第36回GAG大賞で「ジーザス・キャノン」が入選を受賞し、読切数本が『別冊ヤングマガジン』に掲載されて漫画家デビュー。月刊連載も行ったが、連載終了後はなかなか掲載に至らず大学を卒業。大学卒業後は地元の洋菓子店でアルバイトをしていた。
2006年に担当編集者の紹介によって上京し、小松大幹のアシスタントとなったが、アシスタント先の連載が終了した後は連載のためのネームを描きながら、幾つもの日雇いのアルバイトを掛け持ちして生活する。
2013年12月2日発売の『週刊ヤングマガジン』2014年第1号から2014年第26号まで「アンゴってル!」を週刊連載し、2016年から2017年にかけては『マンガボックス』で御朱印と百合をテーマとした「朱にまじわれば」を連載した。また、2016年6月5日に豊橋市美術博物館で開催された「豊橋『描く！』マンガ家まつり〜東三河のマンガ家によるトークとマンガ教室〜」に河井克夫や大橋裕之と共に出演し、トークショーや漫画体験イベントを行った。
2017年8月のコミックマーケット92に知人の手伝いとして参加した際に次回の参加申込書を貰ったことが切っ掛けとなり、同年12月のコミックマーケット93において「チターンズ」というサークル名で初めて同人誌即売会に参加し、以後もしばしば参加している。また、同じく2017年12月には『コミックNewtype』において「死んデレ彼女の萌奈美さん。」を全5回で連載した。
2019年2月16日発売の『少年マガジンエッジ』2019年3月号より「童貞絶滅列島」の連載を開始。
2019年8月12日、Backstage Cafe（BSCラジオ）の『GIRLS A GOGO』で中村千尋がパーソナリティーを務める番組内コーナー「中村ハローワーク」にゲスト出演した。

## 人物
- 御朱印の愛好家であり、都内近郊や出身の愛知県の寺社に参拝しては御朱印を拝受している。そのことから御朱印をテーマとした漫画作品である「朱にまじわれば」を着想した[6]。

## 作品リスト

### 連載
- なにナニ?!委員長♡（『別冊ヤングマガジン』）
- アンゴってル!（『週刊ヤングマガジン』2014年1号 - 2014年26号、2014年8月6日発売、ISBN 978-4-06-382494-0）
- 朱にまじわれば（『マンガボックス』2016年21号 - 2017年33号）全2巻
- 死んデレ彼女の萌奈美さん。（『コミックNewtype』2017年12月1日 - 12月29日）全5話
- 童貞絶滅列島（『少年マガジンエッジ』2019年3月号[4] - 2023年9月号[7]）全10巻
- ガンもどき（『ガンダムエース』）2020年1月号[8] - 2020年7月号）
- バキしみ〜バキ童としみけんが入れ替わった件〜（『カドコミ』2024年5月1日 - 連載中）

### 読み切り
- ジーザス・キャノン（『週刊ヤングマガジン』)
- ジーザス・キャノン（『別冊ヤングマガジン』)
- 変態ヘクトパスカル（『別冊ヤングマガジン』)
- アストナージ・メドッソのメソッド（『ガンダムエース』2017年9月号・10月号）